# Solanum aridum
Solanum aridum är en potatisväxtart som beskrevs av Thomas Morong. Solanum aridum ingår i släktet skattor som ingår i familjen potatisväxter. Inga underarter finns listade i Catalogue of Life.